# Werner von Siemens
Ernst Werner M. von Siemens (Lenthe, Hannover, 13 de diciembre de 1816 - Berlín, 6 de diciembre de 1892) fue un inventor alemán, pionero de la electrotecnia e industrial fundador de la actual empresa Siemens AG.

## Biografía
Ernst Werner fue el cuarto hijo de Christian Ferdinand Siemens (1787–1840) y su esposa Eleonore Henriette Deichmann (1792–1839), quienes fundaron una numerosa familia (eran en total catorce hermanos). Debido a que su madre murió en 1839 y su padre en 1840, siendo Ernst el mayor de los varones debió asumir el papel de padre de sus hermanos. Como su familia perdió los recursos para darle una educación superior, ingresó en una academia de artillería y llegó a ser teniente de artillería del ejército prusiano. A los treinta años de edad construyó en 1847 un nuevo tipo de telégrafo, poniendo así la primera piedra en la construcción de Siemens AG (en ese entonces Telegraphen-Bauanstalt von Siemens und Halske), fundada en octubre de ese mismo año junto con Johann Georg Halske, mecánico entusiasta de la técnica, y su primo, el banquero Johann Georg Siemens, de quien procedían los primeros 6.842 táleros del capital inicial de la empresa.
En 1841 desarrolló un proceso de galvanización, en 1846 un telégrafo de aguja y presión y un sistema de aislamiento de cables eléctricos mediante gutapercha, lo que permitió, en la práctica, la construcción y el tendido de cables submarinos. Es uno de los pioneros de las grandes líneas telegráficas transoceánicas, responsable de la línea Irlanda-EE. UU. (comenzada en 1874 a bordo del buque Faraday) y Gran Bretaña-India (1870). Es pionero en otras invenciones, como el telégrafo con puntero/teclado para hacer transparente al usuario el código Morse, o la primera locomotora eléctrica, presentada por su empresa en 1879.
Dentro de sus muchos inventos y descubrimientos eléctricos podríamos destacar el cable de agua y el uso de la gutapercha, sustancia plástica extraída del látex. En el año 1887 participó en la fundación del lnstituto lmperial de Física y Técnica, el Physikalisch-Technische Reichsanstalt (actualmente Physikalisch-Technische Bundesanstalt), junto con Karl-Heinrich Schellbach y Hermann von Helmholtz en Berlín-Charlottenburg. 
Fue ascendido a la nobleza en 1888, con lo cual el apellido familiar Siemens pasó a ser «von Siemens», que significa «de Siemens». Murió el 6 de diciembre de 1892 en Berlín (Alemania).

## Patentes
- Patente USPTO n.º 322859 - Sistema de electrificación ferroviaria (21 de julio de 1885)
- Patente USPTO n.º 340462 - Sistema de electrificación ferroviaria (20 de abril de 1886)
- Patente USPTO n.º 415577 - Vatihorímetro (19 de noviembre de 1889)
- Patente USPTO n.º 428290 - Medidor eléctrico (20 de mayo de 1890)
- Patente USPTO n.º 520274 - Sistema de electrificación ferroviaria (22 de mayo de 1894)
- Patente USPTO n.º 601068 - Método y aparato para extraer oro de sus minerales (22 de marzo de 1898)